# Vision Tower
Vision Tower (hebr. מגדל החזון) – drapacz chmur w strefie przemysłowej Kirjat Atidim, w mieście Tel Awiw w Izraelu.
Jeden z najwyższych wieżowców w Izraelu, wyraźnie dominujący nad północno-wschodnią dzielnicą Tel Awiwu. Budynek powstał według projektu biura architektonicznego Zarhy Architects z przeznaczeniem pod centrum biznesowe.

## Dane techniczne
- Powierzchnia biurowa: 42 300 m²
- Powierzchnia handlowa: 2100 m²
- 3 poziomy parkingu
- 35 pięter biurowych, 2 piętra handlowe, 6 pięter technicznych

Wieżowiec ma 42 kondygnacje i wysokość 149,8 metrów.
Budynek posiada dwa luksusowe wejścia położone na parterze. Każde piętro zajmuje powierzchnię 1911 m², na których urządzono 12 przestronnych pokoi biurowych. Stworzono tutaj unikatowy ekologiczny system klimatyzacji, który nie zanieczyszcza powietrza ani wód podziemnych. Całość budynku obsługuje 11 szybkobieżnych wind oraz dodatkowe windy towarowe.
Wieżowiec posiada pięciokondygnacyjny podziemny parking o powierzchni 110 000 m², mogący pomieścić 1500 samochodów. Parking posiada swoje własne 3 przeszklone windy. Dwie kondygnacje zajmuje centrum handlowe.

## Gospodarka
W budynku swoje siedziby mają następujące firmy: Arenson Ltd., Malibu Israel Ltd., ESL – Eng. S. Lustig Consulting Engineers Ltd., Ben Avraham Engineers Ltd, Dagesh Engineering – Road and Traffic Planning Ltd., Nizan Inbar Project Management Ltd., Landman Aluminium Ltd., RTLD Lighting Design, David David Engineers Ltd., Israel David, M.G. Acoustic Consultants Ltd., Brener – Patael, Zvi Ronen Air Conditioning, A. Papish & Co. Engineers Ltd., A. Papish & Co. Engineers Ltd., Galtal Safety Engineering Ltd., Bitelman Architects Ltd., KAMN Ltd., Y. Greenfeld, Access Israel – Accessibility Consulting, Lihu Suzzana Landscape Architect, Technosoft Datentechnik, E.S.H.L Environmental & Acoustics Ltd.